# راندال غاريت
راندال غاريت (بالإنجليزية: Randall Garrett)‏ (16 ديسمبر 1927، لكسينغتون في الولايات المتحدة - 31 ديسمبر 1987، واكو في الولايات المتحدة)؛ كاتب وروائي أمريكي.